# 株式法 (ドイツ)
株式法 (ドイツ)（ドイツ語: Aktiengesetz, AktG）とは、ドイツ連邦共和国における株式会社の設立、定款、会計、総会および清算ならびに株式に基づく有限責任組合について規律する法律である。同法はドイツにおける会社法の役割を有している。

## 背景
株式法は、株式会社の権利と義務を規定している。株式会社には、株式法に加えて商法典および民法典の規定が適用される。
第399条以降に罰則および罰金の規定が置かれており、株式法は付随的に刑法の一部を構成している。株式法の罰則規定はホワイトカラー犯罪において重要な役割を果たしている。
株式法は、1937年1月30日の「株式会社および有限責任組合に関する法律（ドイツ語: Gesetz über Aktiengesellschaften und Kommanditgesellschaften auf Aktien (Aktiengesetz (RGBl. I S. 107)）を置き換えた。株式法と同時に、「株式会社および有限責任組合に関する法律施行法（ドイツ語: Einführungsgesetz zum Gesetz über Aktiengesellschaften und Kommanditgesellschaften auf Aktien“ (RGBl. I S. 166)）も制定された。
現行の株式法は、「株式法の施行に関する法律（ドイツ語: Einführungsgesetz zum Aktiengesetz – EGAktG vom 6. September 1965 (BGBl. I S. 1185)）」が付属している。

## 構成
1. 総則（第1条–第22条）
2. 会社の設立（第23条-第53条）
3. 会社と株主の法律関係（第53a条-第75条）
4. 株式会社の定款（第76条-第149条）
5. 利益の会計処理と充当（第150条–第176条）-（第177条および第178条は廃止）
6. 定款の修正、増資および減資（第179条–第240条）
7. 総会決議および採択済年次財務諸表の無効ならびに違法な過大評価に対する特別監査（第241条–第261条）
8. 会社の解散と廃止（第262条-第277条）
9. 株式に基づく有限責任組合（第278条–第290条）
10. 会社契約（第291条-第307条）
11. 支配会社の指図権および責任（第308条-第318条）
12. 統合された会社（第319条-第327条）
13. 少数株主の除外（第327a条–第327f条）
14. 相互に関与する企業（第328条）
15. グループ内の会計（廃止：第329条–第393条）
16. 地方自治体の参加に関する特別規則（第394条、第395条）
17. 法的解散（第396条-第398条）
18. 罰則および罰金ならびに最終規定（第399条-第410条）